# Báňovice
Báňovice är en ort i Tjeckien.   Den ligger i regionen Södra Böhmen, i den centrala delen av landet, 140 km sydost om huvudstaden Prag. Báňovice ligger 517 meter över havet och antalet invånare är 111.
Terrängen runt Báňovice är platt.Runt Báňovice är det ganska glesbefolkat, med 22 invånare per kvadratkilometer. Närmaste större samhälle är Dačice, 8,7 km norr om Báňovice. Trakten runt Báňovice består till största delen av jordbruksmark.